# Britford
Britford är en ort och civil parish i Storbritannien.   Den ligger i grevskapet Wiltshire och riksdelen England, i den södra delen av landet, 130 km väster om huvudstaden London. Britford ligger 43 meter över havet och antalet invånare är 592.
Terrängen runt Britford är huvudsakligen platt. Britford ligger nere i en dal. Runt Britford är det ganska tätbefolkat, med 120 invånare per kvadratkilometer. Närmaste större samhälle är Salisbury, 2,3 km nordväst om Britford. Trakten runt Britford består till största delen av jordbruksmark.